# Rudolf Urbánek
Rudolf Urbánek (7. září 1877 Slaný – 26. července 1962 Praha) byl český historik a první profesor československých dějin na Masarykově univerzitě v Brně.

## Život
Narodil se ve Slaném jako nejmladší z osmi dětí do rodiny řezníka Karla Urbánka a jeho ženy Františky. Studoval na slánském gymnáziu (maturita roku 1896) a na české filosofické fakultě pražské Karlo-Ferdinandovy univerzity, obor dějepis a zeměpis. Patřil k žákům Jaroslava Golla a v roce 1901 se stal doktorem filozofie (PhDr.) na podkladě práce Řehoř z Hainburka ve službách krále Jiřího z Poděbrad. Působil pak jako středoškolský pedagog v Lounech, Hradci Králové, Pardubicích a nakonec v Praze.
Roku 1916 se habilitoval na základě v předchozím roce vydané knihy Věk poděbradský (I. díl) a stal se soukromým docentem českých dějin na filosofické fakultě pražské české university; téhož roku byl zvolen mimořádným členem Královské české společnosti nauk. V květnu 1917 připojil svůj podpis k Manifestu českých spisovatelů. V srpnu 1920 byl jmenován řádným profesorem československých dějin na nově zřízené Masarykově univerzitě v Brně. Od roku 1932 byl mimořádným a od r. 1934 řádným členem České akademie věd a umění.
Po válce byl zvolen řádným členem Královské české společnosti nauk a v letech 1946–1952 byl jejím místopředsedou. V listopadu roku 1952 byl jmenován řádným členem – akademikem nově zřizované Československé akademie věd a v roce 1953 mu byla přiznána vědecká hodnost doktor historických věd (DrSc.). Za zásluhy o českou vědu byl vyznamenán Řádem práce. Stal se též členem a později předsedou Společnosti Husova muzea.
Při svém dějepisném bádání se zaměřil na středověké české dějiny. Profesor Václav Novotný ho získal pro spolupráci na monumentální Laichterově edici České dějiny; Urbánek měl zpracovat úsek od Zikmundovy smrti do konce vlády Jagellonců. Toto zadání se mu podařilo splnit jen částečně. Hlavní Urbánkovo dílo, rozsáhlý čtyřsvazkový Věk poděbradský I - IV, obsahuje podrobné vylíčení českých dějin v období let 1437–1464.

## Rodina
Jeho manželka Zdeňka, rozená Scheinerová (* 1887), dcera JUDr. Ludvíka Scheinera c. k. notáře v Hradci Králové a Anny Weiserové, byla příbuzná malíře Artuše Scheinera. Měli jedinou dceru Emmu. PhDr. Emma Urbánková (1909–1992) byla historička a knihovnice, dlouholetá vedoucí oddělení rukopisů a starých tisků v Národní knihovně v Praze.

## Dílo
výběr
- Kancelář krále Jiřího [In: Český časopis historický, 1911.]
- České dějiny III/1. Věk poděbradský I. Praha: J. Laichter, 1915, 976 s. [Zahrnuje období 1438 – 1444.]
- K české pověstí královské. [In: Časopis Společnosti přátel starožitností. 1916.]
- České dějiny III/2. Věk poděbradský II. Praha: J. Laichter, 1918, 1047 s. [Zahrnuje období 1444 – 1457.]
- Konec Ladislava Pohrobka. Praha: Česká akademie věd a umění, 1924, 207 s.
- Jan Žižka. Praha: Spolek výtvarných umělců Mánes, 1925, 313 s.
- Husitský král. Praha: Vesmír, 1926, 285 s.
- Dvě studie o době poděbradské. Brno: Masarykova univerzita – Filozofická fakulta, 1929, 412 s.
- Počátky českého mesianismu [In: Českou minulostí : sborník k šedesátinám prof. Václava Novotného, 1929.]
- Český mesianismus ve své době hrdinské [In: Od pravěku k dnešku : sborník prací z dějin československých : k šedesátým narozeninám Josefa Pekaře. Díl I. 1930.]
- České dějiny III/3. Věk poděbradský III. Praha: J. Laichter, 1930, 1083 s. [Zahrnuje období 1457 – 1460.]
- Bitva u Domažlic 1431. Praha: Kruh pro studium čsl. dějin vojenských, 1932, 28 s.
- Lipany a konec polních vojsk. Praha: Melantrich, 1934, 262 s.
- Legenda tzv. Kristiána ve vývoji předhusitských legend ludmilských i václavských a její autor. Díl první. Vyd. 1. Praha: Česká akademie věd a umění, 1948, 550 s.
- Legenda tzv. Kristiána ve vývoji předhusitských legend ludmilských i václavských a její autor. Díl druhý (1. část).Praha: Česká akademie věd a umění, 1947, 158 s. [1. a 2. část druhého dílu jsou vázány dohromady.]
- Legenda tzv. Kristiána ve vývoji předhusitských legend ludmilských i václavských a její autor. Díl druhý (2. část). Praha: Česká akademie věd a umění, 1948, S. 164-518. [1. a 2. část druhého dílu jsou vázány dohromady.]
- Z husitského věku: výbor historických úvah a studií. 1. vyd. Praha: Nakladatelství Československé akademie věd, 1957, 289 s. [Téměř kompletní bibliografie Urbánkova díla je na str. 275–289.]
- Jan Paleček, šašek krále Jiřího, a jeho předchůdci v zemích českých. In: Příspěvky k dějinám starší české literatury. Vyd. 1. Praha: Nakladatelství Československé akademie věd, 1958, 240 s. [Studie prof. Urbánka je na str. 5 – 92.]– DOSTUPNÉ TAKÉ ONLINE
- České dějiny III/4. Věk poděbradský IV. Čechy za kralování Jiříka z Poděbrad: léta 1460 - 1464. Vyd. 1. Praha: Nakladatelství Československé akademie věd, 1962. 823 s.